# Lorenzo Minotti
Lorenzo Minotti (Cesena, Provincia de Forlì-Cesena, Italia, 8 de febrero de 1967) es un exfutbolista italiano. Se desempeñaba en la posición de defensa.

## Selección nacional
Fue internacional con la selección de fútbol de Italia en 8 ocasiones. Debutó el 16 de febrero de 1994, en un encuentro amistoso ante la selección de Francia que finalizó con marcador de 1-0 a favor de los franceses.

### Participaciones en Copas del Mundo
| Mundial                        | Sede           | Resultado  |
| ------------------------------ | -------------- | ---------- |
| Copa Mundial de Fútbol de 1994 | Estados Unidos | Subcampeón |

## Clubes
| Club            | País   | Año       |
| --------------- | ------ | --------- |
| A. C. Cesena    | Italia | 1985-1987 |
| Parma F. C.     | Italia | 1987-1996 |
| Cagliari Calcio | Italia | 1996-1997 |
| Torino F. C.    | Italia | 1997-2000 |
| A. S. Treviso   | Italia | 2000-2001 |

## Palmarés

### Campeonatos nacionales
| Título      | Club        | País   | Año     |
| ----------- | ----------- | ------ | ------- |
| Copa Italia | Parma F. C. | Italia | 1991-92 |

### Copas internacionales
| Título              | Club        | País   | Año     |
| ------------------- | ----------- | ------ | ------- |
| Recopa de Europa    | Parma F. C. | Italia | 1992-93 |
| Supercopa de Europa | Parma F. C. | Italia | 1993    |
| Copa de la UEFA     | Parma F. C. | Italia | 1994-95 |